# Ludus Dacicus

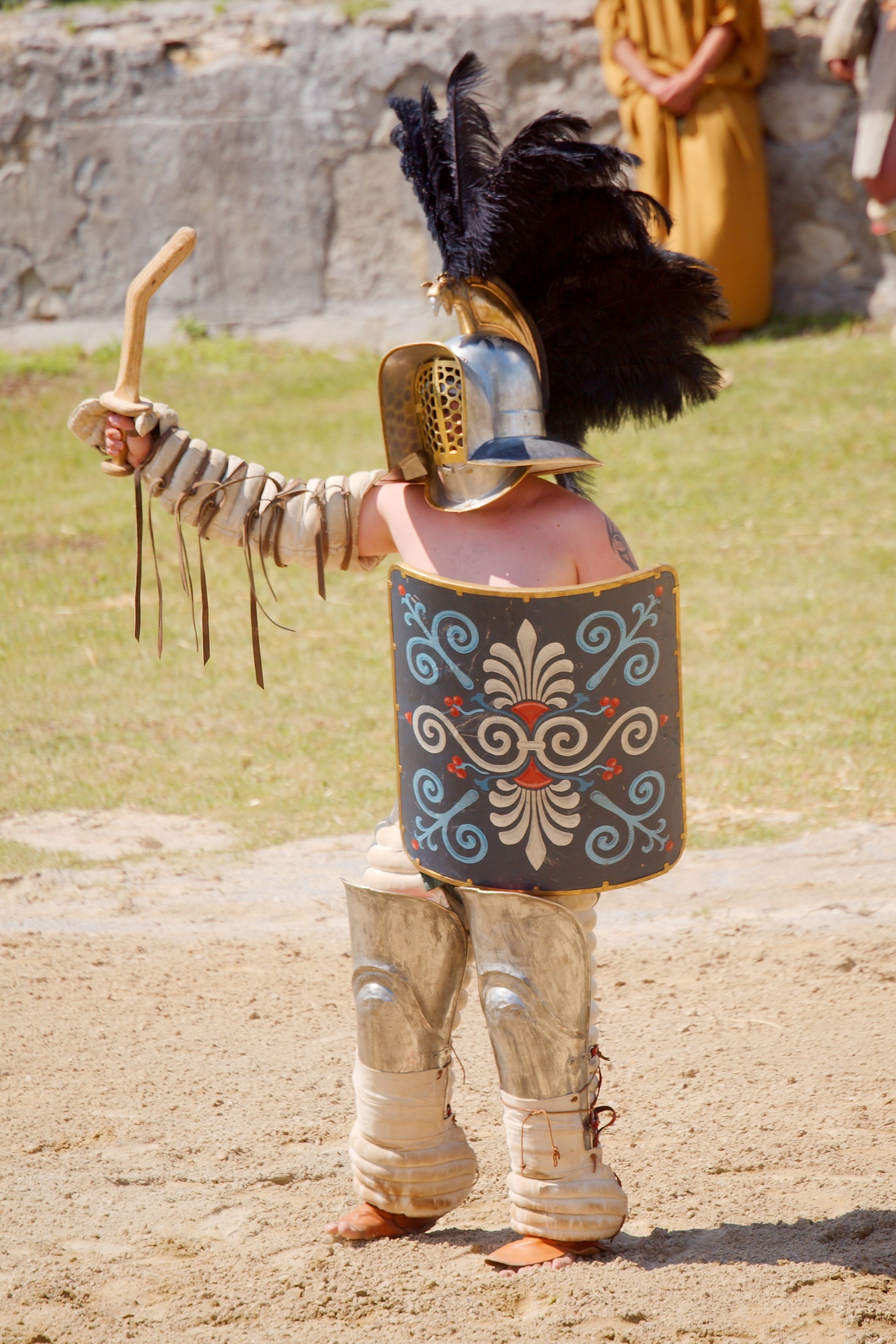
Gladiator thraex înarmat cu o sica din lemn. Sica a fost principala armă a dacilor, alături de falx

Ludus Dacicus sau Școala de antrenament a Gladiatorilor Daci a fost una dintre cele patru școli de pregătire a gladiatorilor (ludi) din Roma Antică. A fost întemeiată de Domițian (81-96 d. Hr.), completată de Traian (r. 98-117 d. Hr.) și folosită pentru a pregăti gladiatori din rândul prizonierilor daci luați de ambii împărați în războaiele lor dacice. A fost așezată la est de Colosseum, pe versanții dealului Caelian.

## Istoric

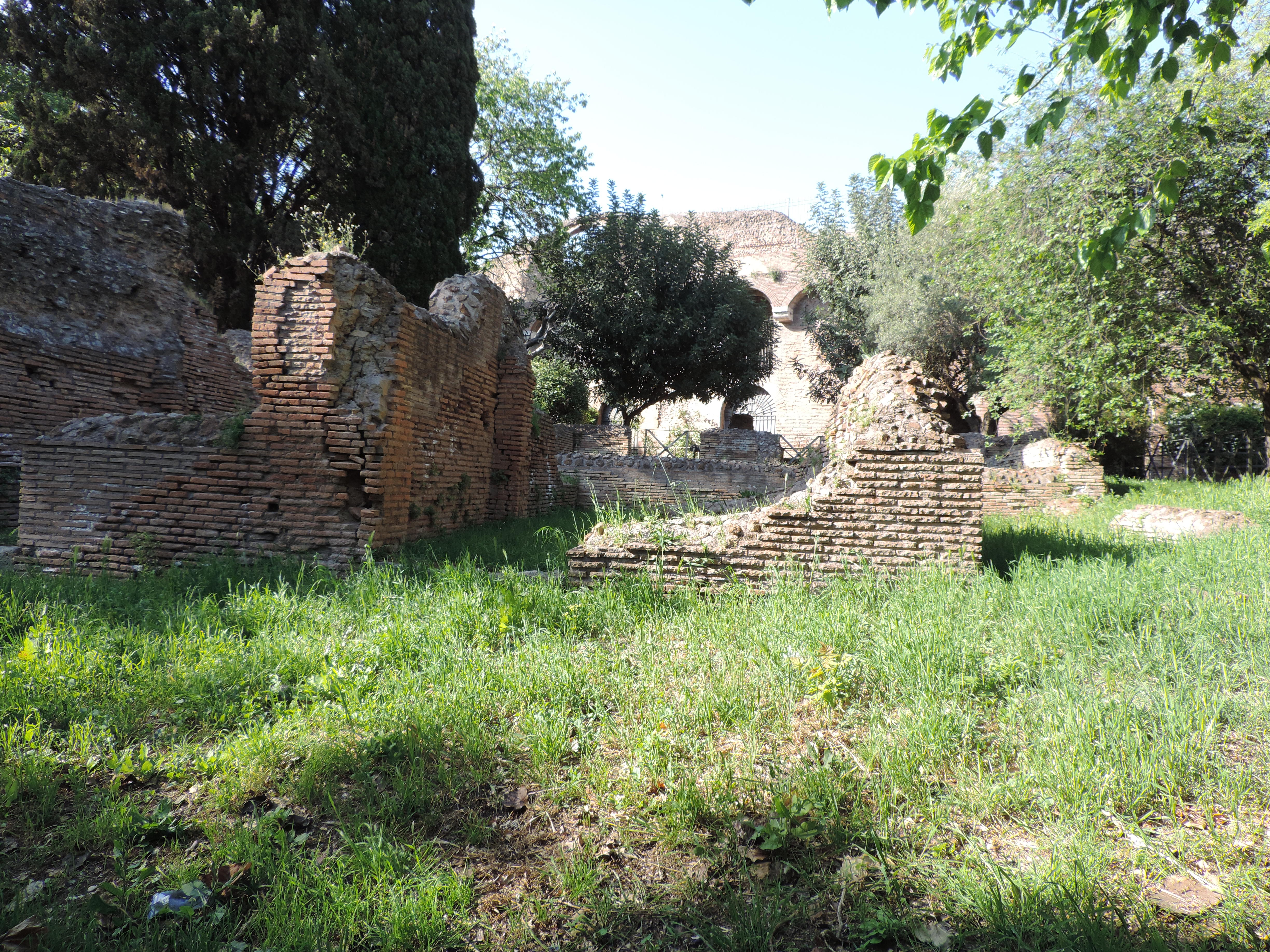
Ruinele de la Ludus Dacicus.

Prizonierii daci au fost luați de multe ori de către romani și de foarte multe ori au fost forțați să lupte în arene. Dio Cassius menționează că în jurul anului 31 î.Hr., după bătălia de la Actium, unde regele dac Dicomes a oferit ajutor lui Marc Antoniu, Augustus a luat prizonieri daci și i-a făcut să lupte în arenă ca gladiatori, împotriva captivilor Suebi. Luptele au durat multe zile fără întrerupere.

## Vezi și
- Falx
- Sica
- Rhomphaia

### Antice
- Cassius, Dio (c. 200 AD). Historia Romana [Roman History] (în Ancient Greek). Verificați datele pentru: |date= (ajutor)

### Moderne
- Bouley, Elisabeth, "La gladiature et la venatio en Mésie Inférieure et en Dacie à partir du règne de Trajan", Dialogues d'histoire ancienne, 1994, Volume 20, Issue 20-1, pp. 31ff. (French)